# 胡文蒂諾·羅薩斯
何塞·胡文蒂诺·波利卡尔波·罗萨斯·卡德纳斯（西班牙語：José Juventino Policarpo Rosas Cadenas，1868年1月25日—1894年7月9日)，墨西哥作曲家。瓜納華托州聖·克魯斯·德·加列安納(Santa Cruz de Galeana)貧困的印地安奧托米(Otomi)人，自幼隨父賣藝為生。
當他7歲時，無論怎樣的音樂，從教堂鍾響至街頭小提琴演奏，全是他賴以維生的方式。並視音樂為終生志業
、勇於追求更好的音樂，包括他用一首圓舞曲、換一雙鞋子。之後，他搬入墨西哥市、很快地，成了著名的音樂家
與作曲家！12歲他那一年加入市內最紅的舞團，在他十幾歲時、曾同著名歌手Angela Peralta（安琪拉·佩拉爾塔），雖曾兩次申請國家音樂學院以及簡略研究、主要還是憑藉自修，來完成高等教育的學習。15歲、便成為『墨西哥城歌劇院』樂隊小提琴手，後入國立墨西哥音樂學院，學習鋼琴、樂理以及小提琴，然而、仍以流浪賣藝為生。曾任陸軍樂隊、墨西哥城阿爾法羅私人樂隊，同時亦積極的從事音樂創作。
羅薩斯最著名代表作：『Sobre las Olas』或稱『水波圓舞曲』，這首一流的華爾茲鋼琴曲、常被人搞錯，以為是維也納作品，並與小約翰·史特勞斯的『藍色多瑙河圓舞曲』相提並論。1884年，他在路易斯安那州的紐奧良市，首度公開發表了這一首至今仍膾炙人口的經典華爾茲、又在1888年的墨西哥與歐洲再版，作為一流的華爾茲樂曲…它不但經典且融入紐奧良爵士音樂，以及Tejano德亞諾(西班牙語的德克薩斯)的方式。1893年他引領樂隊，出席了芝加哥世界博覽會、最後死於古巴的休爾基德洛·德·巴塔巴諾(Surgidero de Batabanó)、15年後─也就是1909年，他的骨駭回到墨西哥。

## 相關網站
- 胡文蒂諾·羅薩斯在互联网电影资料库（IMDb）上的資料（英文）